# Grbac
Grbac je priimek v Sloveniji, ki ga je po podatkih Statističnega urada Republike Slovenije na dan 1. januarja 2010 uporabljalo 123 oseb in je med vsemi priimki po pogostosti uporabe uvrščen na 3.624. mesto.

## Znani nosilci priimka
- Majda Grbac (*1946), igralka
- Mirta Velikonja Grbac (*1998), odbojkarica